# Марш на Дрину (фильм)
«Марш на Дрину» (серб. Марш на Дрину, хорв. Marš na Drinu) — югославский кинофильм 1964 года. Режиссёр- Живорад Митрович.   Фильм был снят белградской киностудией «Avala Film».  Фильм посвящён героической победе сербских войск в Битве при Цере, одной из первых в Первой мировой войне. Победа на Цере стала первым знаковым событием для Антанты и её союзников.
В 2014 году фильм был показан на кинофестивале в Загребе в серии фильмов о Первой мировой войне.

## Сюжет
Фильм начинается с объявления о всеобщей мобилизации в Сербии 26 июля 1914 года. В Белграде артиллерийский поручик Велимир Хадживукович, который происходит из богатой семьи банкиров, был назначен в артиллерийскую батарею. Во время Балканской войны 1912-1913, он был членом Комиссии, которая поставляла оружие для армии.
Его семья ещё раз хочет поместить его туда, однако он хочет  присоединиться к батарее которая направляется в Западную Сербию, где вероятно и произойдёт вторжение австро-венгерской армии на территорию Сербии. Добравшись до общины Аранджеловац, где происходила встреча командного состава, он встречает майора Курсулу который высказывает своё мнение насчёт нападения и утверждает что нападение произойдёт вдоль реки Дрина, а не на реке Сава, как ожидалось Верховным командованием.
14 августа батарея входит в Лазаревац, где останавливается на некоторое время. Верховное командование сербской армии отвергает теорию о том что нападение будет на реке Сава, теперь ожидается что нападение должно произойти вдоль реки Дрина, и 15 августа быстрыми темпами батарея была переброшена к горе Цер, где присоединяется к другим частям своей армии.
16 августа австро-венгерские войска неожиданно атакуют, заставая майора Курсулу и его солдат врасплох. Майор Курсула отводит своих солдат в близлежащую деревню, где и находилось командование сербской армии. Курсул докладывает генералу Степе Степановичу о том что принял решение отступить, дабы сохранить жизнь солдатам. Во второй половине дня сербская армия контратаковала позиции австрийцев, и ценой больших потерь заставила их отступить через Дрину в Боснию.

## В ролях
| Актёр              | Роль                         |
| ------------------ | ---------------------------- |
| Александар Гаврич  | капитан Коста Хадживукович   |
| Люба Тадич         | майор Курсула                |
| Никола Йованович   | поручик Велимир Хадживукович |
| Владимир Попович   | подпоручик Милое             |
| Хусеин Чокич       | сержант                      |
| Драгомир Боянич    | капрал Яничие                |
| Зоран Радмилович   | Петрович                     |
| Бранислав Еренич   | Алекса                       |
| Бранко Плеша       | полковник Здравко Лукич      |
| Любиша Йованович   | маршал Степа Степанович      |
| Петр Прличко       | повар Трайко                 |
| Божидар Дрнич      | Трифун Хадживукович          |
| Страхинья Петрович | дядя Лаза                    |
| Ружица Сокич       | женщина у окна               |
| Предраг Тасовац    | австрийский офицер Новотны   |
| Предраг Милинкович | фельдшер                     |
| Растко Тадич       | фермер на автомобиле         |
| Любица Голубович   | жена Косты                   |

## Интересный факт
- Сербская хип-хоп-группа «Београдски синдикат» записала композицию «Оловни воjници», посвятив её участникам Церской и Колубарской битв. На композицию был снят видеоклип в виде нарезки кадров из фильма «Марш на Дрину».